# 皮利什紅堡區

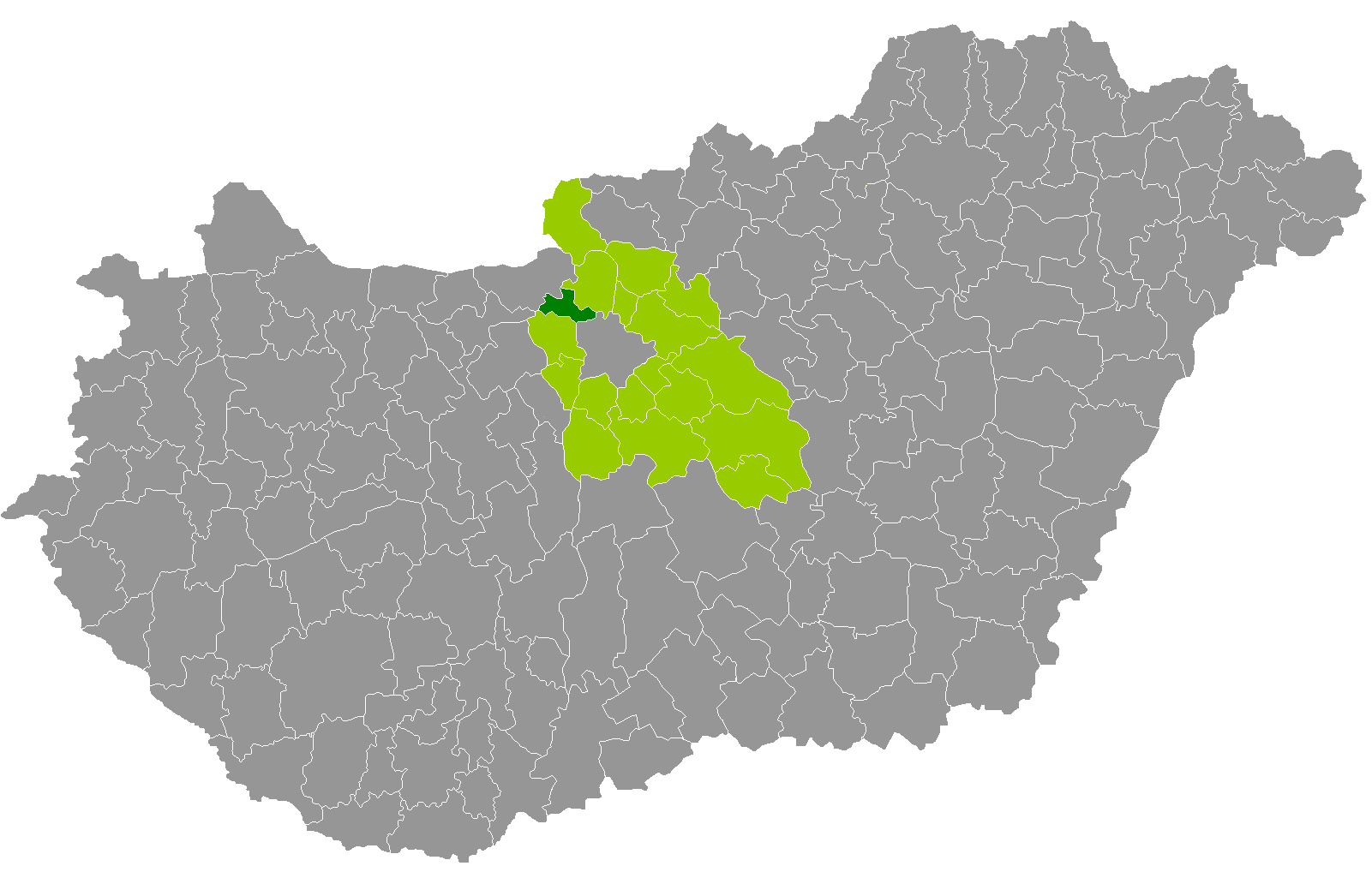

47°37′00″N 18°55′00″E / 47.6167°N 18.9167°E
皮利什紅堡區（匈牙利語：Pilisvörösvári járás），是匈牙利的一個區，位於該國北部，由佩斯州負責管轄，首府設於皮利什紅堡，面積131平方公里，2011年人口53,201，人口密度每平方公里407人。

## 市镇
皮利什紅堡區包含两个城镇、一个大村和6个村庄。